# Köpenick
Köpenick, Berlin-Köpenick – dzielnica (Ortsteil) Berlina w okręgu administracyjnym Treptow-Köpenick. Od 1 października 1920 w granicach miasta. Od około 1232 do 30 września 1920 samodzielne miasto. Leży na południowym brzegu jeziora Müggelsee, na wyspie u ujścia rzeki Dahme do Sprewy.
Znajduje się tutaj ratusz, kościół św. Wawrzyńca oraz zamek Köpenick.

## Toponimia
Nazwa dzielnicy jest pochodzenia słowiańskiego, rekonstruowane połabskie Kop'nik pochodzi z prasłow. kopa czyli pagórek bądź wzniesienie. W języku polskim oddawana jako Kopnik, Kopanica lub Kopanik.

## Historia
Początkowo Kopnik był grodem słowiańskim znajdującym się na terytorium plemienia Sprewian. Badania archeologiczne stwierdziły, że gród wzniesiono na początku IX wieku, który po zniszczeniu został w końcu X wieku rozbudowany. W XII wieku był siedzibą władcy słowiańskiego księcia Jaksy z Kopanicy. W 1200 roku zdobyty przez margrabiów miśnieńskich Wettynów, a następnie przeszedł w ręce brandenburskie. Brandenburczycy w miejsce grodu słowiańskiego zbudowali niewielki gródek. Na początku XIII wieku na północ od niego rozwinęła się osada miejska. W roku 1906 miasto przeszło do historii za sprawą oszustwa szewca Wilhelma Voigta, zwanego później Kapitanem z Köpenick. W 1920 Köpenick włączono do Berlina.

## Galeria

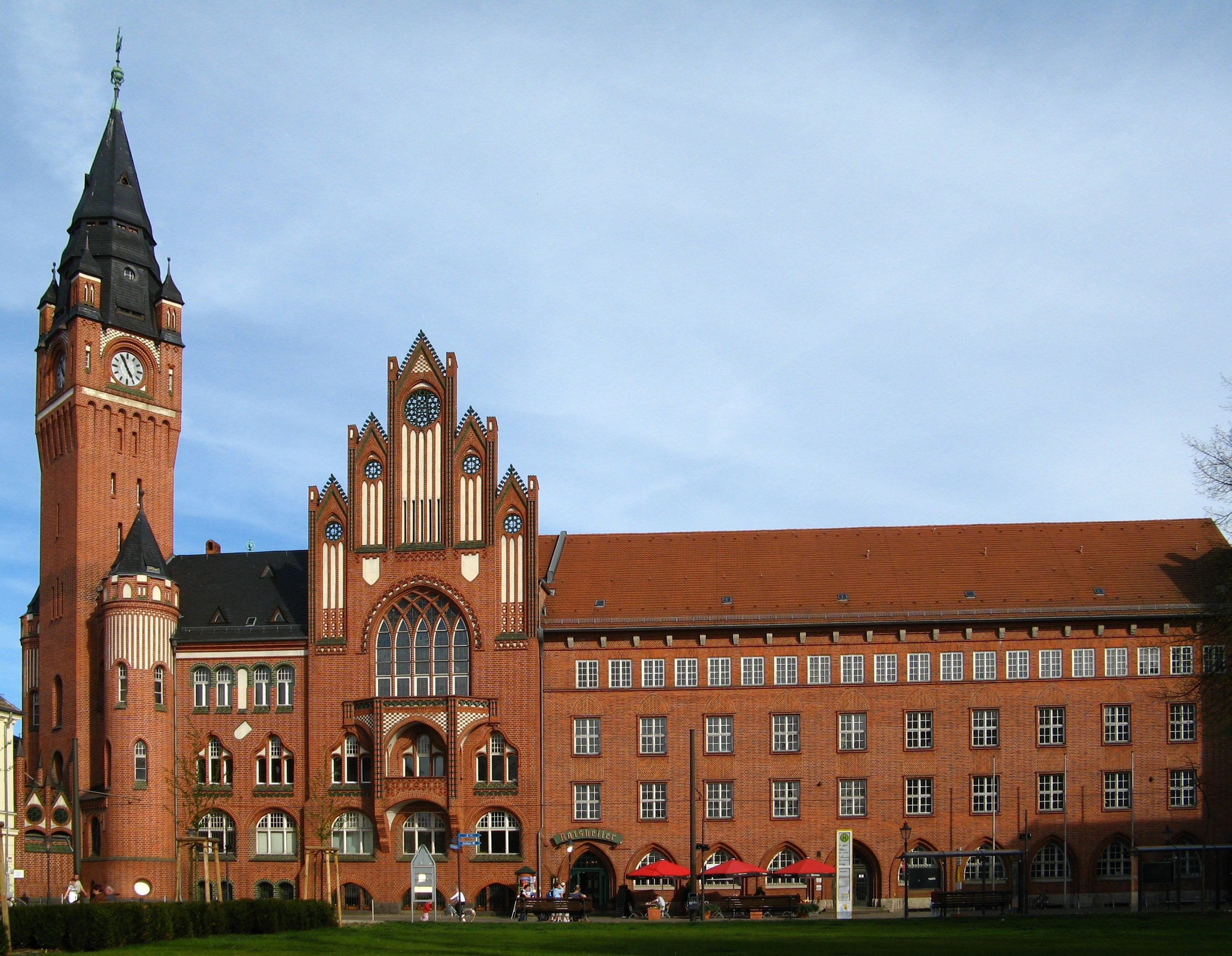
Dziedziniec ratusza w Köpenick
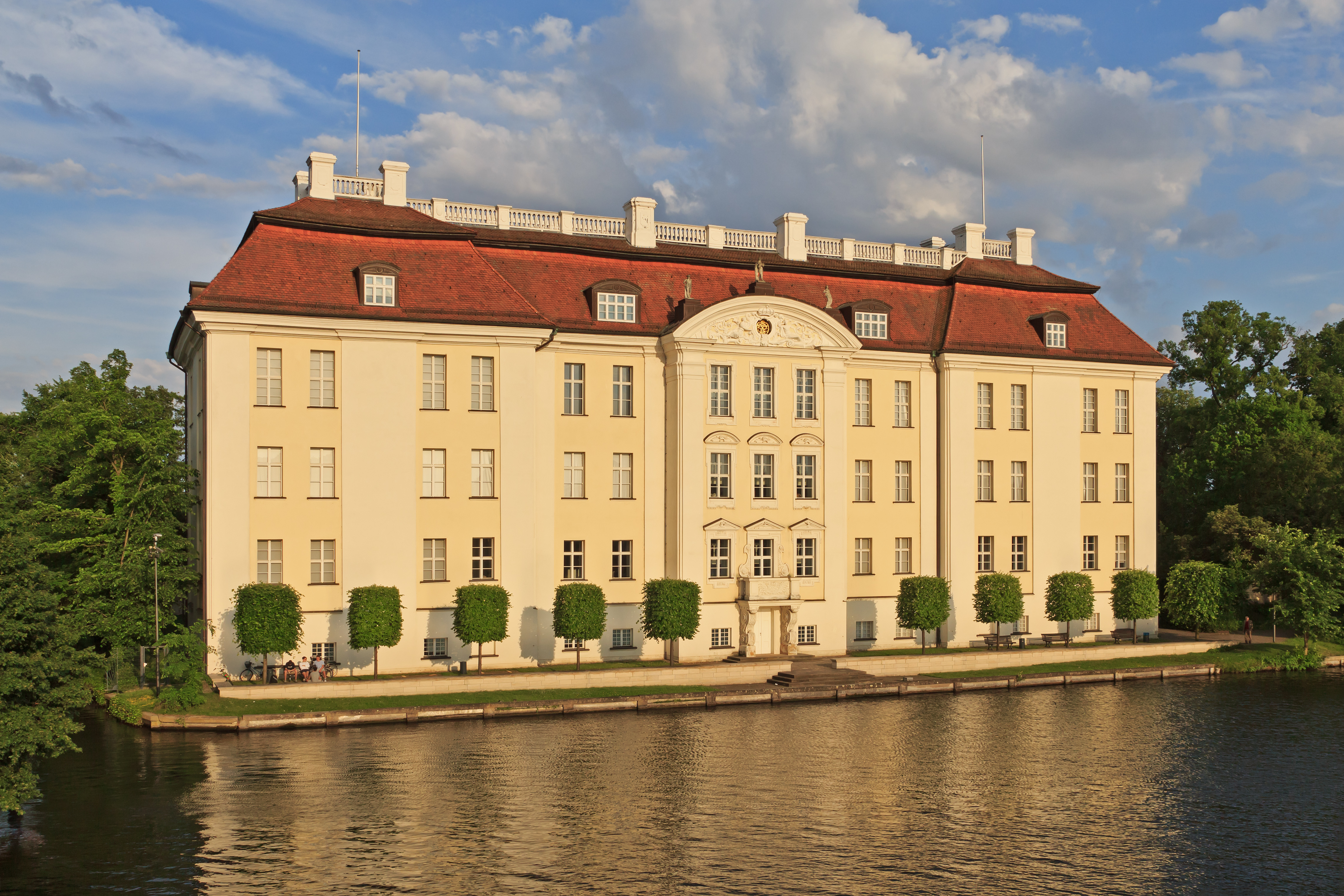
Zamek Köpenick
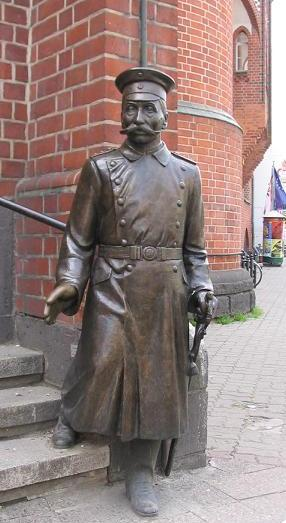
Pomnik Wilhelma Voigta przed ratuszem w Köpenick